# 讷韦勒莱瓦塞
讷韦勒莱瓦塞（法語：Neuvelle-lès-Voisey，法語發音：[nøvɛl lɛ vwazɛ]，意为“瓦塞附近的讷韦勒”）是法国上马恩省的一个市镇，属于朗格勒区。

## 地理
讷韦勒莱瓦塞（47°52'2"N, 5°47'26"E）面积5.65 平方千米，位于法国大東部大區上马恩省，该省份为法国东北部内陆省份，北起马恩省和默兹省，西接奥布省，西南接科多尔省，东南接上索恩省，东临孚日省。
与讷韦勒莱瓦塞接壤的市镇（或旧市镇、城区）包括：瓦塞、芒斯河畔韦尔努瓦。

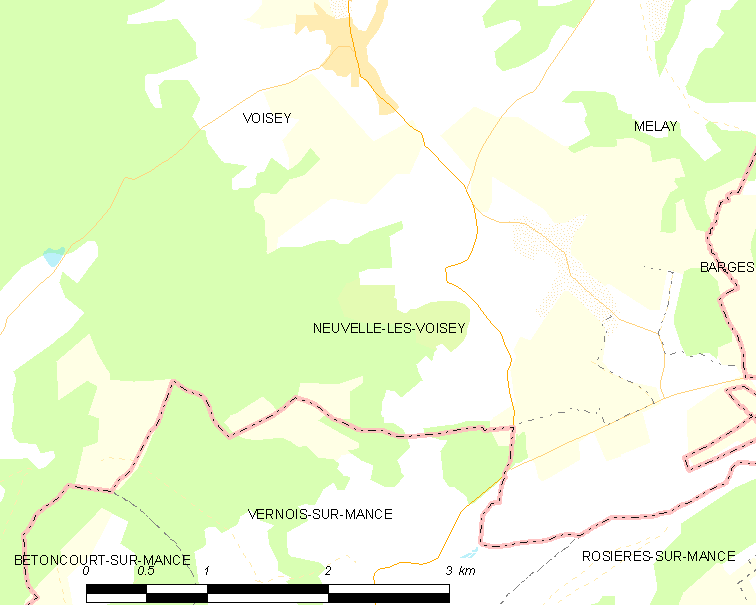
讷韦勒莱瓦塞的OSM定位图

讷韦勒莱瓦塞的时区为UTC+01:00、UTC+02:00（夏令时）。

## 行政
讷韦勒莱瓦塞的邮政编码为52400，INSEE市镇编码为52350。

## 政治
讷韦勒莱瓦塞所属的省级选区为波旁莱班县。

## 人口

1962-2008年间讷韦勒莱瓦塞人口变化图示

讷韦勒莱瓦塞于2022年1月1日时的人口数量为67人。